# Hans Lavater
Hans Lavater   (Zúric, 24 de febrer de 1885 - Zúric, 27 d'abril de 1969) va ser un compositor suís, professor universitari i director de cor.

## Vida i obra
Hans Lavater va estudiar química. Després va canviar a música amb Friedrich Hegar a Zuric i Fritz Steinbach al Conservatori de Colònia.
Lavater va dirigir diversos cors a Zuric, com l'Associació de Cantants harmonies, l'Associació de Cant d'Estudiants i lAssociació de Bach. Va ser director de la Universitat de Música i des de 1923 també director de l'Acadèmia de Música de Zuric. El 1959, es va retirar com a director.
Lavater va compondre nombroses obres instrumentals, com un Concert per a piano en si menor, un quintet per a piano en fa menor, una sonata per a violí en si minor, un quartet de corda en sol menor. També va crear obres corals com The Magic Tower i Bergpsalm, així com nombrosos altres cors i cançons. Va editar moviments corals d'Orlando di Lasso, Tomas Luis de Victoria, Antonio Lotti, Claudio Casciolini i Alessandro Scarlatti.
El 1959, Lavater va ser guardonat amb la Medalla Hans Georg Nägeli de la Ciutat de Zuric. Va escriure el 1962 sobre La formació de músics professionals a Suïssa.